# Manfred Schwabe
Manfred Schwabe (* 29. Juli 1960 in Köln) ist ein deutscher Schauspieler und Schauspiellehrer.

## Leben
Schwabe absolvierte seine Schauspielausbildung an einer Kölner Schauspielschule. Neben diversen Bühnenauftritten wirkte er auch in mehreren Film-und-Fernsehproduktionen mit.
Von Februar 1987 (Folge 64) bis zu seinem Serientod im August 1995 (Folge 507) spielte Schwabe die Figur des Pfarrers Matthias Steinbrück in der ARD-Serie Lindenstraße. Dort hatte er im März 2020 (Folge 1754) einen Gastauftritt als Geist.
Heute ist Schwabe hauptsächlich als Schauspiellehrer bzw. Coach für die RTL-Serie Unter uns tätig.

## Filmografie
- 1987–1995, 2020: Lindenstraße (Fernsehserie)
- 1995: Entführung aus der Lindenstraße (Fernsehfilm)
- 1996–2017: Unter uns (Fernsehserie, mehrere Folgen, verschiedene Rollen)
- 1997: Das erste Semester
- 1998: T.V. Kaiser (Fernsehserie, 1 Folge)
- 2002: Nesthocker – Familie zu verschenken (Fernsehserie, 1 Folge)
- 2004: Verbotene Liebe (Fernsehserie, 7 Folgen)
- 2005: Die Minsky-Variante (Kurzfilm)
- 2009: Landliebe (Kurzfilm)
- 2020: The Redshirt Project (Kurzfilm)
- 2022: Dem Vogel geht es gut (Kurzfilm)